# 何寄华
何寄华（1964年1月—），湖南宁乡人，汉族，中华人民共和国政治人物、第十二届全国人民代表大会湖南地区代表。
毕业于北京大学构造地质及地质力学专业。加入中国民主同盟。2013年，担任全国人大代表。
2016年5月，任湖南省核工业地质局局长。2019年7月，任新组建的湖南省地质院院长。2022年5月，当选为中国民主同盟湖南省委员会主任委员。
2023年1月，当选为湖南省政协副主席。